# Detective School Q
Detective School Q (яп. 探偵学園Q Тантэй гакуэн кю:, Tantei Gakuen Q) — манга, придуманная Тадаси Аги и проиллюстрированная Фумией Сато, выпускавшаяся в еженедельном журнале издательства Kodansha Weekly Shonen Magazine в период между 2001 и 2005 годами, всего было создано 22 танкобонов. По мотивам манги на студии Pierrot было снято аниме, растянувшееся на 45 эпизодов.

## Сюжет
Detective School Q повествует о приключениях группы молодых учеников в престижной школе детективов, основанной Морихико Даном, самым известным детективом Японии. Они разгадывают мистические загадки и раскрывают преступления вместе, а позднее сообща работают против таинственной организации под названием «Плутон».